# Aritz Aduriz
Aritz Aduriz Zubeldia (San Sebastian, 11 februari 1981) is een Spaans voormalig voetballer die als aanvaller speelde. Hij speelde voor verschillende Spaanse clubs, maar maakte vooral furore bij Athletic Bilbao. Aduriz speelde tussen 2010 en 2017 interlands voor het Spaans voetbalelftal, waaronder op het EK 2016.

## Clubcarrière

### Athletic Bilbao
Aduriz speelde in de jeugd bij Antiguoko. Na één seizoen CD Aurrerá de Vitoria kwam hij in 2000 bij Bilbao Athletic, het tweede elftal van Athletic de Bilbao. Op 14 september 2002 maakte de spits uiteindelijk zijn debuut in het eerste elftal van de club, in de competitiewedstrijd tegen FC Barcelona. Aduriz speelde in het seizoen 2002/03 nog twee wedstrijden voor Athletic in de Primera División.

### Burgos en Valladolid
De twee daaropvolgende seizoenen werd Aduriz verhuurd. In het seizoen 2003/04 kwam de aanvaller uit voor Burgos CF, terwijl Aduriz in het seizoen 2004/2005 bij Real Valladolid speelde. Daar scoorde hij respectievelijk 16 en 20 goals. 

### Terug bij Bilbao
In de winter van 2006 keerde Aduriz terug bij Athletic, waar hij tweeëneenhalf seizoen basisspeler was. Hij kwam in die periode tot 23 goals in 90 wedstrijden voor de Basken.

### Mallorca en Valencia
In de zomer van 2008 vertrok Aduriz naar RCD Mallorca, waar hij twee seizoenen zou spelen. Hij scoorde 24 keer in 78 duels en wekte opnieuw interesse van een andere Spaanse club. In 2010 werd Aduriz gecontracteerd door Valencia CF voor vier miljoen euro. Ook daar stond hij twee jaar onder contract. Hier speelde hij 84 duels, waarin hij 23 keer scoorde.

### Derde periode bij Bilbao
Aduriz verruilde Valencia in juli 2012 voor Athletic Bilbao, dat ongeveer € 2,5 miljoen voor hem neertelde. Hiermee bereikte hij in 2014/15 de finale van de Copa del Rey. Hij en zijn ploeggenoten verloren deze met 3–1 van FC Barcelona. Omdat Barcelona dat jaar ook Spaans landskampioen werd, mocht Aduriz met Athletic Bilbao als verliezend bekerfinalist ook aantreden in de Supercopa de España 2015. Bilbao won ditmaal thuis met 4–0 en speelde uit met 1–1 gelijk. Aduriz maakte drie van de vier doelpunten in Bilbao en de gelijkmaker in Barcelona. Aduriz kwam in de jaargang 2015/16 met Bilbao tot de kwartfinales van de UEFA Europa League. Hij maakte gedurende het toernooi zelf tien doelpunten en werd daarmee topscorer van de UEFA Europa League 2015/16. Daarbij werd hij op 35-jarige leeftijd ook de oudste topscorer van dit toernooi ooit. Aduriz werd op 3 november 2016 de eerste speler die vijf keer scoorde in één wedstrijd in de Europa League. Hij maakte die dag alle doelpunten voor Bilbao tijdens een met 5–3 gewonnen wedstrijd thuis tegen KRC Genk. Op 20 mei 2020 raakte bekend dat Aduriz op 39-jarige leeftijd zou stoppen met voetballen.

## Clubstatistieken
| Seizoen         | Club              | Competitie         | Competitie | Competitie | Beker | Beker | Internationaal | Internationaal | Overig | Overig | Totaal | Totaal |
| Seizoen         | Club              | Competitie         | Wed.       | Dlp.       | Wed.  | Dlp.  | Wed.           | Dlp.           | Wed.   | Dlp.   | Wed.   | Dlp.   |
| --------------- | ----------------- | ------------------ | ---------- | ---------- | ----- | ----- | -------------- | -------------- | ------ | ------ | ------ | ------ |
| 1999/00         | Aurrerá           | Segunda División B | 25         | 8          | 0     | 0     | 0              | 0              | 0      | 0      | 25     | 8      |
| 2000/01         | Athletic Bilbao B | Segunda División B | 33         | 7          | 0     | 0     | 0              | 0              | 0      | 0      | 33     | 7      |
| 2001/02         | Athletic Bilbao B | Segunda División B | 35         | 8          | 0     | 0     | 0              | 0              | 0      | 0      | 35     | 8      |
| 2002/03         | Athletic Bilbao B | Segunda División B | 22         | 4          | 0     | 0     | 0              | 0              | 6      | 1      | 28     | 5      |
| 2002/03         | Athletic Bilbao   | Primera División   | 3          | 0          | 1     | 0     | 0              | 0              | 0      | 0      | 4      | 0      |
| 2003/04         | Burgos            | Segunda División B | 36         | 16         | 2     | 0     | 0              | 0              | 0      | 0      | 38     | 16     |
| 2004/05         | Real Valladolid   | Segunda División   | 32         | 14         | 6     | 2     | 0              | 0              | 0      | 0      | 38     | 16     |
| 2005/06         | Real Valladolid   | Segunda División   | 14         | 6          | 0     | 0     | 0              | 0              | 0      | 0      | 14     | 6      |
| 2005/06         | Athletic Bilbao   | Primera División   | 15         | 6          | 2     | 0     | 0              | 0              | 0      | 0      | 17     | 6      |
| 2006/07         | Athletic Bilbao   | Primera División   | 34         | 9          | 1     | 0     | 0              | 0              | 0      | 0      | 35     | 9      |
| 2007/08         | Athletic Bilbao   | Primera División   | 33         | 7          | 5     | 1     | 0              | 0              | 0      | 0      | 38     | 8      |
| 2008/09         | Real Mallorca     | Primera División   | 35         | 11         | 5     | 0     | 0              | 0              | 0      | 0      | 40     | 11     |
| 2009/10         | Real Mallorca     | Primera División   | 34         | 12         | 4     | 1     | 0              | 0              | 0      | 0      | 38     | 13     |
| 2010/11         | Valencia          | Primera División   | 29         | 10         | 2     | 2     | 8              | 2              | 0      | 0      | 39     | 14     |
| 2011/12         | Valencia          | Primera División   | 29         | 7          | 6     | 1     | 10             | 1              | 0      | 0      | 45     | 9      |
| 2012/13         | Athletic Bilbao   | Primera División   | 36         | 14         | 2     | 1     | 6              | 3              | 0      | 0      | 44     | 18     |
| 2013/14         | Athletic Bilbao   | Primera División   | 31         | 16         | 5     | 2     | 0              | 0              | 0      | 0      | 36     | 18     |
| 2014/15         | Athletic Bilbao   | Primera División   | 31         | 18         | 9     | 5     | 8              | 3              | 0      | 0      | 48     | 26     |
| 2015/16         | Athletic Bilbao   | Primera División   | 34         | 20         | 5     | 2     | 14             | 10             | 2      | 4      | 55     | 36     |
| 2016/17         | Athletic Bilbao   | Primera División   | 32         | 16         | 4     | 1     | 6              | 7              | 0      | 0      | 42     | 24     |
| 2017/18         | Athletic Bilbao   | Primera División   | 33         | 9          | 1     | 0     | 14             | 11             | 0      | 0      | 48     | 20     |
| 2018/19         | Athletic Bilbao   | Primera División   | 20         | 2          | 3     | 4     | 0              | 0              | 0      | 0      | 23     | 6      |
| 2019/20         | Athletic Bilbao   | Primera División   | 14         | 1          | 3     | 0     | 0              | 0              | 0      | 0      | 17     | 1      |
| Carrière totaal | Carrière totaal   | Carrière totaal    | 640        | 221        | 66    | 22    | 66             | 37             | 8      | 5      | 780    | 285    |

## Interlandcarrière
Aduriz maakte op 8 oktober 2010 zijn debuut in het Spaans voetbalelftal. In een EK-kwalificatiewedstrijd tegen Litouwen kwam hij in de tweede helft als invaller voor Fernando Llorente in het veld. Na bijna zes jaar afwezigheid bij de Spaanse nationale ploeg werd Aduriz in maart 2016 weer opgeroepen voor vriendschappelijke wedstrijden tegen Italië en Roemenië. In de wedstrijd tegen Italië wist hij meteen te scoren; hij maakte de 1–1, tevens de eindstand. Op 17 mei 2016 werd Aduriz opgenomen in de Spaanse selectie voor het Europees kampioenschap 2016 in Frankrijk. Spanje werd in de achtste finale uitgeschakeld door Italië (2–0). Aduriz werd op 12 november 2016 de oudste speler ooit die een doelpunt maakte voor het Spaanse nationale team. Op een leeftijd van 35 jaar en 275 dagen zorgde hij die dag voor de 4–0 tijdens een met diezelfde cijfers gewonnen kwalificatiewedstrijd voor het WK 2018, tegen Macedonië. In oktober 2017 speelde Aduriz zijn laatste interland voor Spanje, tegen Israël.
| Interlands van Aritz Aduriz voor Spanje | Interlands van Aritz Aduriz voor Spanje | Interlands van Aritz Aduriz voor Spanje | Interlands van Aritz Aduriz voor Spanje | Interlands van Aritz Aduriz voor Spanje | Interlands van Aritz Aduriz voor Spanje |
| №                                       | Datum                                   | Wedstrijd                               | Uitslag                                 | Competitie                              | Goals                                   |
| --------------------------------------- | --------------------------------------- | --------------------------------------- | --------------------------------------- | --------------------------------------- | --------------------------------------- |
| 1                                       | 08.10.2010                              | Spanje – Litouwen                       | 3–1                                     | EK-kwalificatie                         |                                         |
| 2                                       | 24.03.2016                              | Italië – Spanje                         | 1–1                                     | Vriendschappelijk                       | Goal                                    |
| 3                                       | 27.03.2016                              | Roemenië – Spanje                       | 0–0                                     | Vriendschappelijk                       |                                         |
| 4                                       | 29.05.2016                              | Bosnië en Her. – Spanje                 | 1–3                                     | Vriendschappelijk                       |                                         |
| 5                                       | 01.06.2016                              | Zuid-Korea – Spanje                     | 1–6                                     | Vriendschappelijk                       |                                         |
| 6                                       | 07.06.2016                              | Spanje – Georgië                        | 0–1                                     | Vriendschappelijk                       |                                         |
| 7                                       | 13.06.2016                              | Spanje – Tsjechië                       | 1–0                                     | EK-eindronde                            |                                         |
| 8                                       | 21.06.2016                              | Kroatië – Spanje                        | 2–1                                     | EK-eindronde                            |                                         |
| 9                                       | 27.06.2016                              | Italië – Spanje                         | 2–0                                     | EK-eindronde                            |                                         |
| 10                                      | 12.11.2016                              | Spanje – Macedonië                      | 4–0                                     | WK-kwalificatie                         | Goal                                    |
| 11                                      | 15.11.2016                              | Engeland – Spanje                       | 2–2                                     | Vriendschappelijk                       |                                         |
| 12                                      | 06.10.2017                              | Spanje – Albanië                        | 3–0                                     | WK-kwalificatie                         |                                         |
| 13                                      | 09.10.2017                              | Israël – Spanje                         | 0–1                                     | WK-kwalificatie                         |                                         |

## Erelijst
| Supercopa de España | 1x | 2015 |

1 Casillas ·
2 Azpilicueta ·
3 Piqué ·
4 Bartra ·
5 Busquets ·
6 Iniesta ·
7 Morata ·
8 Koke ·
9 Vázquez ·
10 Fàbregas ·
11 Pedro ·
12 Bellerín ·
13 De Gea ·
14 Thiago ·
15 Ramos  ·
16 Juanfran ·
17 San José ·
18 Alba ·
19 Soriano ·
20 Aduriz ·
21 Silva ·
22 Nolito ·
23 Rico ·
Coach: Del Bosque